# أكسل برال
أكسل برال (بالألمانية: Axel Prahl)‏ هو موسيقي وممثل ألماني، ولد في 26 مارس 1960 بأويتين في ألمانيا. من الجوائز التي نالها جائزة جريم ‏ وجائزة رومي ‏.

## أعمال

### أفلام
- (2002) عازف البيانو[10][11]
- (2008) بارون أحمر[12]

## جوائز
جوائز
- جائزة جريم [الإنجليزية]‏
- جائزة رومي [الإنجليزية]‏

## وصلات خارجية
- أكسل برال على موقع IMDb (الإنجليزية)
- أكسل برال على موقع مونزينجر (الألمانية)
- أكسل برال على موقع ألو سيني (الفرنسية)
- أكسل برال على موقع ميوزك برينز (الإنجليزية)
- أكسل برال على موقع أول موفي (الإنجليزية)
- أكسل برال على موقع قاعدة بيانات الأفلام السويدية (السويدية)
- أكسل برال على موقع ديسكوغز (الإنجليزية)
- أكسل برال على موقع قاعدة بيانات الفيلم (الإنجليزية)
- أكسل برال على موقع كينوبويسك (الروسية)